# Мю Дракона
Мю Драко́на (μ Dra, μ Draconis, Арра́кис) — двойная звезда в созвездии Дракона. Звёзды, составляющие пару, почти идентичны: каждый компонент имеет спектральный класс F7V и видимый блеск 5,8m. Общий блеск пары — 4,92m. Угловое расстояние между звёздами — 2,2″ (и очень медленно растёт). Период их обращения вокруг центра масс системы — 482 года. Расстояние до звезды составляет 88 световых лет (по измерению параллакса спутником «Hipparcos»). Координаты (2000): прямое восхождение 17ч 05м 19,7с, склонение +54°28’13".
Название Арракис происходит от арабского الراقص‎ (ar-rāqiṣ) — «танцор»; другой вариант перевода — «бродячий верблюд».